# Sybra indistincta
Sybra indistincta là một loài bọ cánh cứng trong họ Cerambycidae.